# A Boy Called Dad
A Boy Called Dad è un film del 2009 diretto da Brian Percival, al suo debutto da regista cinematografico.

## Trama
Robbie è un ragazzo di 14 anni cresciuto nei dintorni di Liverpool con la madre Lynda e la sorellastra Katie. Non ha mai conosciuto suo padre Joe che lo ha abbandonato quando aveva soltanto 4 anni, mentre Katie lo vede ogni fine settimana. La rabbia e l'invidia che sente dentro di sé gli faranno fare una scelta azzardata per la sua età: diventare padre.

## Luoghi delle riprese
Il film è stato girato a Liverpool, Skegness, Wirral e soprattutto nel Nottinghamshire, a Eastwood, Nottingham e Giltbrook.

## Distribuzione
Il film è stato presentato all'Edinburgh International Film Festival il 18 giugno 2009 e alla Festa del Cinema di Roma il successivo 17 ottobre. Nel Regno Unito è stato distribuito a partire dal 30 aprile 2010.

## Critica
Il sito Rotten Tomatoes riporta il 50% di recensioni professionali con un giudizio positivo, con un voto medio di 5 su 10.
Mark Kermode del Guardian ha apprezzato soprattutto l'interpretazione dei due attori principali: «Le scene iniziali mostrano un rapporto formidabile tra Ian Hart e Kyle Ward... fornendo una chimica naturale che inizialmente permette al film di brillare. Le cose prendono una piega più incerta quando Robbie va in fuga, con il dramma pessimistico che lascia il posto al melodramma artificioso e con Hart messo alquanto spiacevolmente in secondo piano».
Anche secondo Anthony Quinn dell'Independent «Hart e Ward colpiscono come padre e figlio in conflitto, ma la sceneggiatura di Julie Rutterford, anche se sincera, non funziona abbastanza da trovare alternative agli stereotipi».